# Hämatosalpinx
Die Hämatosalpinx (von altgriechisch αἷμα haima, deutsch ‚Blut‘  und altgriechisch σαλπίγξ salpinx, deutsch ‚Eileiter‘) ist eine Ansammlung von Blut in einem oder in beiden Eileitern (lateinisch Tuba uterina).

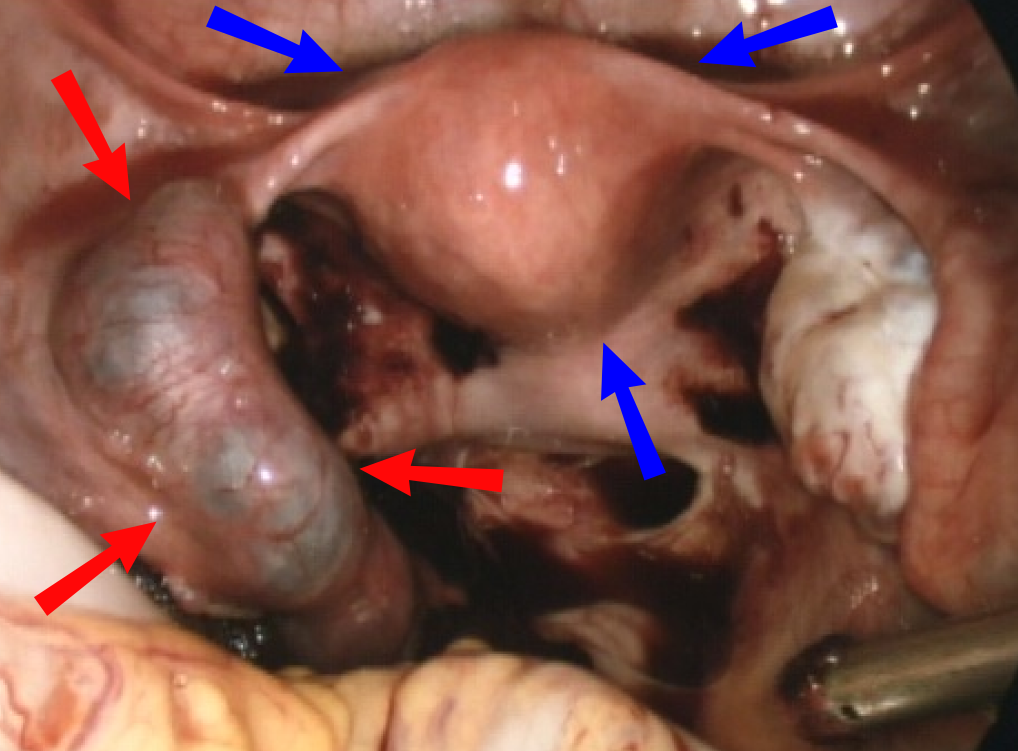
Laparoskopie von oben in das kleine Becken. Uterus (blaue Pfeile). Links im Bild die Tuba uterina mit Eileiterschwangerschaft und Hämatosalpinx (Rote Pfeile). Die Gegenseite ist normal.

## Ursache
Als Ursache kommen infrage:
- Eileiterschwangerschaft
- Endometriose, die beiden häufigsten Ursachen
- Salpingitis und andere Entzündungen im Becken
- Tubentorsion (Verdrehung des Eileiters um die eigene Längsachse)
- Tubenkarzinom
- Trauma
- als Komplikation bei einem Hämatokolpos

## Klinische Erscheinungen
Die klinischen Kriterien hängen von der Ursache ab, siehe jeweils dort.

## Diagnose
Der erste und wegweisende diagnostische Schritt nach der klinischen Untersuchung ist die Sonografie. Häufig wird eine Laparoskopie notwendig sein.